# Rima Maktabi
Rima Maktabi (in arabo ريما مكتبي‎?; Beirut, 4 luglio 1977) è una conduttrice televisiva e giornalista libanese.
Ha lavorato per Al Arabiya e per la CNN, dove ha condotto il programma Inside the Middle East per due anni. È diventata famosa, al pari di numerose altre giornaliste arabe, per i suoi servizi sulla guerra del Libano del 2006.

## Biografia
Rima Maktabi è nata il 4 luglio 1977 a Beirut, vivendo la sua infanzia nel corso della guerra civile libanese. Si è laureata presso l'Università libanese americana di Beirut con una laurea in comunicazione e un master in relazioni internazionali. Ha iniziato la sua carriera in televisione all'età di diciotto anni, già prima di concludere la sua formazione universitaria.
Maktabi ha sposato il saudita Abdulrahman Al-Rashed nel dicembre 2016. Maktabi vive attualmente negli Emirati Arabi Uniti.

## Carriera
Rima Maktabi inizia la sua carriera su Future TV, dove è stata conduttrice e presentatrice meteo per dieci anni. Ha condotto notiziari in prima serata per Al Arabiya dal 2005 al luglio 2010. La sua carriera ha conosciuto una significativa svolta nel 2006 quando realizza servizi inerenti alla guerra del Libano del 2006, raggiungendo, insieme a numerose altre colleghe arabe, una notorietà a livello internazionale. I suoi servizi sulla guerra in Libano le sono valsi numerosi riconoscimenti.
È entrata nella CNN il 5 aprile 2010 come conduttrice del programma Inside the Middle East, incentrandosi sulla cultura araba. Nel corso della sua permanenza alla CNN, Maktabi si è occupata degli sviluppi della primavera araba.
Nell'ottobre 2012, Al Arabiya ha annunciato che Maktabi sarebbe tornata dopo due anni con la CNN.